# Richard Neal
Pour les articles homonymes, voir Neal.
Richard Edmund Neal, né le 14 février 1949 à Worcester (Massachusetts), est un homme politique américain, membre du Parti démocrate et élu du Massachusetts à la Chambre des représentants des États-Unis depuis 1988.

## Biographie

### Études et débuts en politique
Richard Neal est diplômé d'un baccalauréat universitaire de science politique de l'American International College (en) en 1968 et d'un master en administration publique de l'université de Hartford en 1972,. Il devient alors enseignant en histoire.
Il est élu au conseil municipal de Springfield à partir de 1978. En 1984, il devient maire de la ville.

### Représentant des États-Unis
Lors des élections de 1988, il est élu à la Chambre des représentants des États-Unis avec 80 % des voix. Il succède ainsi au démocrate Edward Boland (en) comme représentant du 2e district du Massachusetts. Il est réélu sans opposition deux ans plus tard. Il rassemble 53,1 % des suffrages en 1992, 58,6 % en 1994 et 71,7 % en 1996. De 1998 à 2008, il est réélu tous les deux ans sans opposant. En 2010, il rassemble 57,3 % des voix face au républicain Tom Wesley.
Son district est redécoupé en 2011 et devient le 1er district. Il inclut une partie de l'ancienne circonscription de John Olver (en), qui ne se représente pas. Neal est à nouveau réélu sans candidat républicain face à lui en 2012 et 2014. Il est facilement réélu en 2016, rassemblant près de trois-quarts des voix face à l'indépendant Fritz Mayock et au libertarian Thomas T. Simmons. Lors des élections de 2018, il fait partie des nombreux élus de l'establishment démocrate à affronter des candidats de la gauche du parti lors des primaires. Il remporte cependant sa primaire avec environ 70 % des voix face à Tahirah Amatul-Wadud. Il est réélu sans opposant en novembre.
Lorsque les démocrates redeviennent majoritaires à la Chambre des représentants en 2019, Richard Neal prend la présidence de la commission des finances (Committee on Ways and Means). Dès le début de son mandat, l'un de ses objectifs est d'obtenir les déclarations d'impôts de Donald Trump, qui est le premier candidat à la présidence à refuser de produire ces documents depuis des décennies. Malgré les pressions d'une partie du Parti démocrate pour une action rapide, il choisit de prendre le temps de monter un dossier solide,. En avril 2019, il demande officiellement leur production devant la Chambre par l'Internal Revenue Service. Face au refus de l'administration de communiquer les déclarations, Neal poursuit l'administration en justice : il s'appuie sur le Code des impôts américain qui impose au département du Trésor de fournir à la commission toute demande concernant des déclarations d'impôts. L'administration, représentée par Steve Mnuchin, estime cependant qu'elle n'a aucune obligation de produire ces documents puisque cette demande n'a aucun « but légitime législatif ».
En décembre 2019, il dirige la délégation démocrate qui négocie l'Accord Canada–États-Unis–Mexique avec l'administration Trump. Un accord est trouvé avec, selon les démocrates, davantage de protection pour les travailleurs américains et une meilleure prise en compte des questions environnementales.
Pour les primaires présidentielles démocrates de 2020, il apporte son soutien à la sénatrice du Massachusetts Elizabeth Warren, estimant qu'elle est la meilleure candidate pour s'opposer à Trump sur les questions économiques.